# Alfred Russel Wallace
Alfred Russel Wallace (8. ledna 1823 – 7. listopadu 1913) byl britský přírodopisec, badatel, geograf, antropolog a biolog. Pravděpodobně nezávisle na Patrickovi Matthewovi či Charlesi Darwinovi přišel s myšlenkou, že evoluce probíhá přírodním výběrem, což Darwina přimělo svou teorii publikovat. Je po něm pojmenován kráter Wallace na přivrácené straně Měsíce a kráter Wallace na Marsu.
Wallace se soustředil hlavně na výzkum v terénu. Nejdříve zkoumal povodí Amazonky a poté Malajské souostroví, kde vymezil Wallaceovu linii, která souostroví rozděluje na dvě části, v nichž se vyskytují živočichové příbuzní buď těm v Austrálii nebo těm v Asii. Je považován za jednoho z největších expertů 19. století na geografickou distribuci živočichů a někdy je nazýván „otcem biogeografie“. Byl jedním z předních evolučních myslitelů 19. století. Kromě objevu přírodního výběru např. přišel s myšlenkou, že výstražné zbarvení u živočichů se vyvinulo za účelem upozornit predátory.
Silně ho přitahovaly nekonvenční myšlenky. Jeho podpora spiritualismu a víra v dualitu duše a těla mu ztěžovala vztahy s vědeckou obcí, zvláště pak s ranými obhájci evoluce. Mimo svou vědeckou práci byl společenským aktivistou a kritizoval dle jeho názoru nespravedlivý společenský a ekonomický systém tehdejší Británie. Byl také jedním z prvních významných vědců, které začal znepokojovat dopad lidské činnosti na životní prostředí. Psal o vědeckých i společenských otázkách; jeho zápisky z cest po Indonésii a Malajsii vydané pod názvem The Malay Archipelago („Malajské souostroví“) se staly jedním z nejpopulárnějších a nejvlivnějších vědeckých deníků té doby.

## Biografie
Narodil se ve vesnici Llanbadoc poblíž Usku v jihovýchodním Walesu jako sedmý z devíti dětí Thomase Vereho Wallace a Mary Anne Greenellové. Když mu bylo pět let, odstěhoval se s rodinou do Hertfordu severně od Londýna. Tam několik let navštěvoval místní gymnázium, ale kvůli finančním potížím rodičů musel studium v roce 1836 přerušit. Poté se přestěhoval do Londýna, kde pracoval se svým devatenáctiletým bratrem Johnem na stavbě. Během krátké doby, kterou tam strávil, navštěvoval Londýnský mechanický institut, kde se setkal s radikálními politickými názory Roberta Owena a Thomase Paina. V roce 1837 opustil Londýn a šest let působil jako učeň u svého nejstaršího bratra Williama, který pracoval jako zeměměřič. Koncem roku 1843 začal mít William problémy se sháněním další práce a v lednu příštího roku, ve svých dvaceti letech, u něj Alfred přestal pracovat.
Po krátkém období bez zaměstnání byl přijat na školu v Leicesteru jako učitel malování, tvorby map a zeměměřictví. Tam přečetl Esej o principu populace od Thomase Malthuse a potkal entomologa Henryho Batese. Tomu bylo pouhých devatenáct let, ale již publikoval článek o broucích v časopise Zoologist. Wallace se s ním spřátelil a začali spolu sbírat hmyz. V březnu 1845 zemřel William a Alfred opustil své zaměstnání, aby převzal firmu svého bratra v Neathu v jižním Walesu, ale se svým bratrem Johnem ji nebyl schopen udržet v chodu. Po několika měsících začal pracovat jako stavební inženýr pro nedalekou firmu, která chtěla postavit novou železnici. V rámci své práce trávil Wallace hodně času v přírodě, kde měl příležitost věnovat se svému novému koníčku, sbírání hmyzu. Přemluvil Johna, aby spolu založili novou architektonickou a stavební firmu. Jedním z jejích projektů byl návrh budovy Mechanického institutu v Neathu, jehož zakladatel William Jevons Wallaceovi nabídl, aby na institutu přednášel o vědě a inženýrství. V roce 1846, když Alfredovi bylo 23 let, spolu s Johnem koupili domek poblíž Neathu a žili v něm společně s jejich matkou a sestrou Fanny (otec jim zemřel v roce 1843). Během této doby si Wallace dopisoval s Batesem mimo jiné o zápiscích z druhé plavby Charlese Darwina a o Principech geologie Charlese Lyella.

### Průzkum a studium přírody

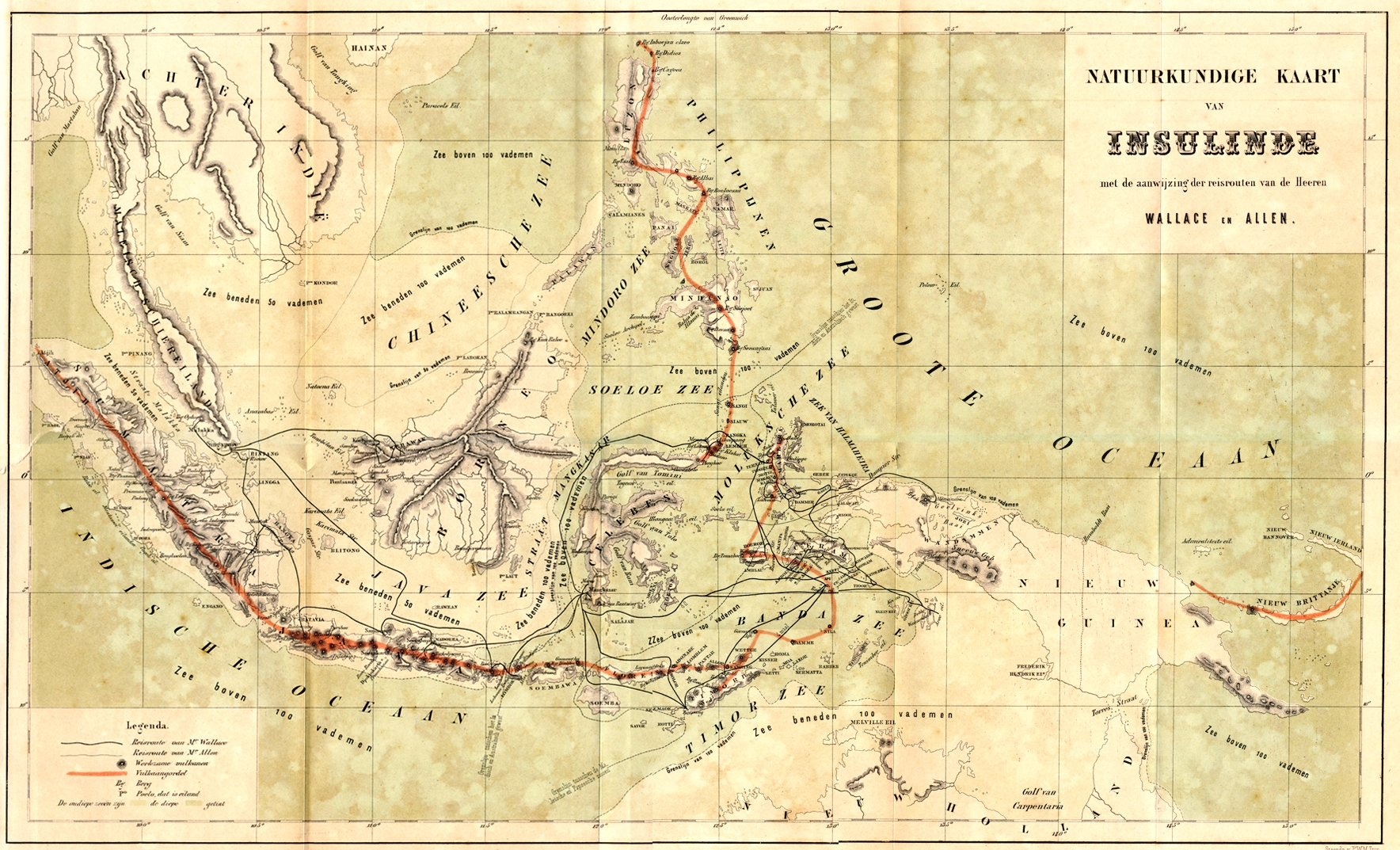
Mapa z knihy Malajské souostroví zobrazuje fyzickogeografické poměry souostroví a Wallaceovy cesty po území. Tenké černé čáry vyznačují, kde Wallace cestoval, a červené čáry vyznačují sopečné pásy.

Inspirovaly ho zápisky z cest raných přírodovědců jako byli Alexander von Humboldt, Charles Darwin nebo William Henry Edwards a rozhodl se, že se také na nějakou průzkumnou cestu vydá. V roce 1848 odcestoval spolu s Henrym Batesem na lodi Mischief do Brazílie s cílem sbírat hmyz a jiné živočichy v Amazonském pralese a posílat je sběratelům do Spojeného království. Většinu prvního roku strávili poblíž města Belém, poté se odděleně věnovali výzkumu ve vnitrozemí a občas se scházeli, aby prodiskutovali své nálezy. V roce 1849 s nimi krátkou dobu pobyli botanik Richard Spruce, který stejně jako Bates zůstal a v Jižní Americe přes deset let sbíral živočichy.
Wallace pokračoval po čtyři roky průzkumem řeky Río Negro. Kromě sbírání si také zapisoval poznámky o lidech a jazycích, na které narazil, a stejně tak o geografii, fauně a flóře. 12. července 1852 se nalodil na loď Helen, která ho měla odvést do Spojeného království. Po 28 dnech na moři začala loď hořet a posádka ji musela opustit. Všechny vzorky, které měl Wallace s sebou a které tvořily většinu toho, co za celou cestu nasbíral, byly ztraceny. Podařilo se mu zachránit pouze část svého deníku a několik náčrtů. Poté s posádkou strávil deset dní na otevřeném moři, než je zachránila briga Jordeson, která plula z Kuby do Londýna. Zásoby na lodi pro zvětšenou posádku stěží vystačily, ale 1. října 1852 loď úspěšně dorazila do cíle.
Po návratu do Spojeného království strávil 18 měsíců v Londýně, kde žil z peněz z pojistky za ztracenou sbírku a z prodeje několika exemplářů, které do Británie poslal před začátkem průzkumu Río Negro. Během tohoto období napsal šest odborných článků (např. On the Monkeys of the Amazon neboli „O opicích v Amazonii“) a dvě knihy (Palm Trees of the Amazon and Their Uses neboli „Palmy v Amazonii a jejich využití“ a Travels on the Amazon neboli „Cesty po Amazonii“), a to i přesto, že většinu svých poznámek z jihoamerické expedice ztratil. Navázal také kontakt s několika dalšími britskými přírodovědci, mezi nimiž byl i Darwin.

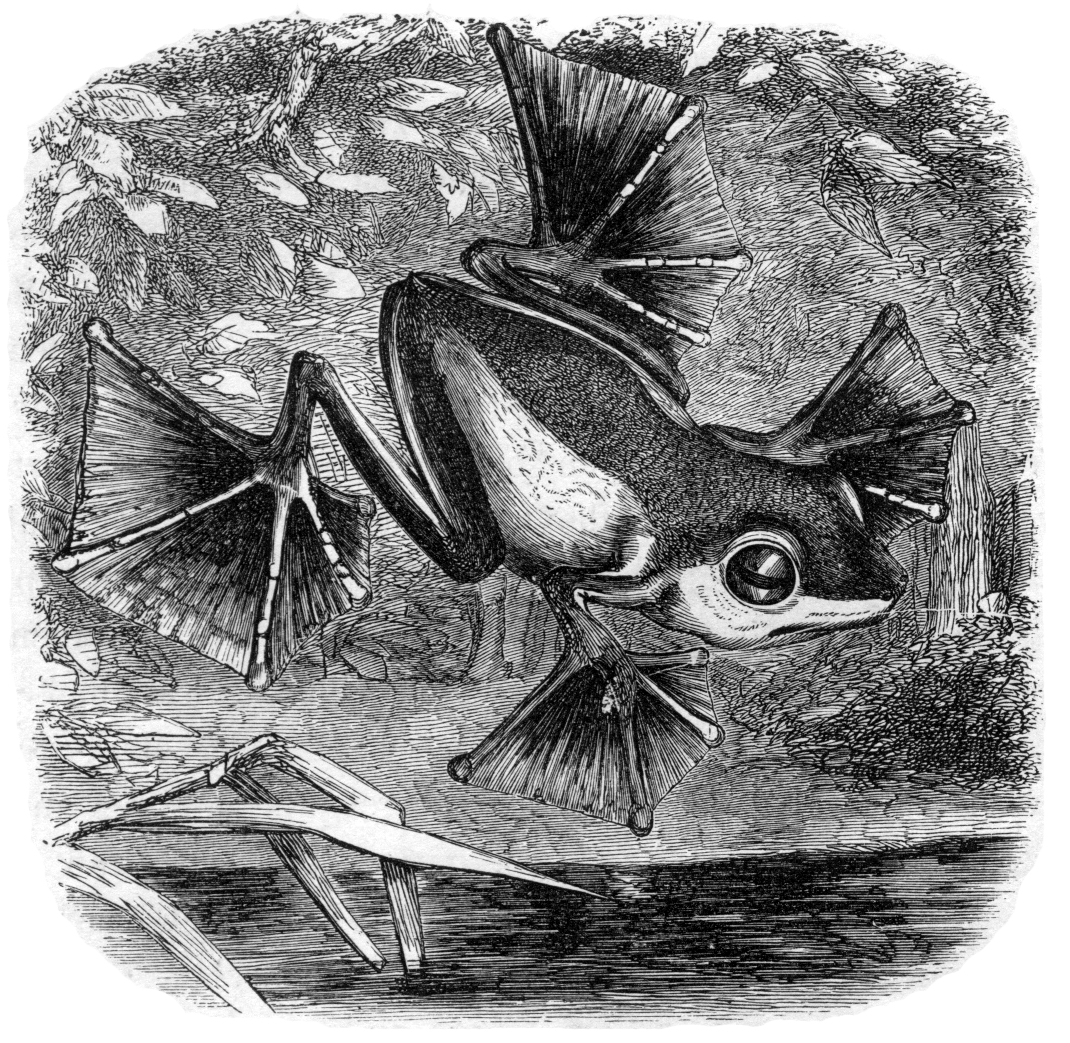
Ilustrace z „Malajského souostroví“ zobrazující létající žábu létavku černoblannou (Rhacophorus nigropalmatus), kterou Wallace objevil

V letech 1854–1862 (neboli ve věku 31–39 let) cestoval po Malajském souostroví (Malajsie a Indonésie), kde se opět věnoval sběru (a následně prodeji) živočišných exemplářů a studiu přírody. Všiml si výrazných rozdílů mezi živočichy vzdálenými jen několik desítek kilometrů od sebe a přišel s nápadem, že tudy prochází zoogeografická hranice, dnes zvaná Wallaceova linie. Na Malajském souostroví nasbíral celkem přes 125 000 exemplářů (80 000 z nich byli brouci). Více než 1000 z nich předtím věda neznala. Při průzkumu souostroví ho napadly nové myšlenky o evoluci a přišel na myšlenku přírodního výběru. V roce 1858 poslal Darwinovi článek shrnující jeho teorii, který téhož roku vyšel spolu s popisem Darwinovy teorie.
Poznatky z jeho cesty po souostroví vydal v roce 1869 pod názvem The Malay Archipelago („Malajské souostroví“). Kniha se stala jedním z nejpopulárnějších záznamů z vědeckých výprav 19. století a její původní vydavatel ji tiskl ještě ve 20. letech 20. století. Chválili ji nejen vědci jako Charles Darwin (kterému byla věnována) a Charles Lyell, ale např. i spisovatel Joseph Conrad, který ji nazval svou „oblíbenou oddechovou četbou“ a použil ji jako zdroj informací pro několik svých knih, zvláště pak pro román Lord Jim.

### Návrat do Spojeného království, manželství a děti

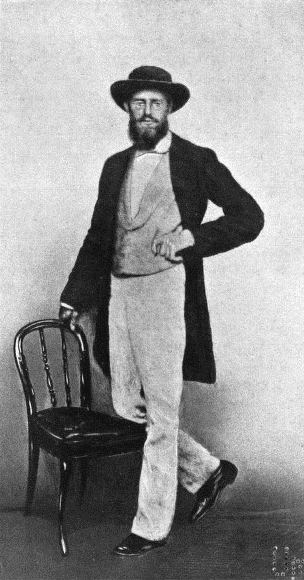
Fotografie Wallace v Singapuru v roce 1862

V roce 1862 se vrátil do Spojeného království, kde se přestěhoval ke své sestře Fanny Simsové a jejímu manželu Thomasovi. Zotavoval se ze své výpravy, uspořádával své sbírky a několikrát přednášel o svých zážitcích a objevech vědeckým společnostem, např. Londýnské zoologické společnosti. Později toho roku navštívil Darwina v jeho sídle Down House a spřátelil se s Charlesem Lyellem a Herbertem Spencerem. Během 60. let 19. století vydal několik článků a měl několik přednášek, ve kterých obhajoval přírodní výběr. Také si dopisoval s Darwinem o různých tématech jako např. o pohlavním výběru, výstražném zbarvení a možných vlivech přírodního výběru na speciaci. V roce 1865 se začal věnovat spiritualismu.
Po roce známosti se v roce 1864 zasnoubil s mladou dívkou, kterou ve své autobiografii označoval jako „slečna L.“, ale ta se s ním nakonec rozešla. V roce 1866 si vzal Annie Mittenovou, se kterou ho seznámil Richard Spruce, dobrý přítel jejího otce Williama Mittena. V roce 1872 si Wallace postavil dům v Graysu v Essexu, kde žil do roku 1876. Se svou ženou měl tři děti: Herberta (1867–1874), Violet (1869–1945) a Williama (1871–1951).

### Finanční potíže
Ke konci 60. a na začátku 70. let začal mít Wallace potíže s finančním zabezpečováním své rodiny. Dokud byl na Malajském souostroví, prodejem exemplářů ze své sbírky živočichů si vydělával slušné peníze, které jeho agent pečlivě investoval. Po návratu do Spojeného království ale několikrát špatně investoval do železnic a dolů a většinu svých peněz ztratil. Stal se plně závislým na výtěžcích z prodeje „Malajského souostroví“ a i přes pomoc svých přátel se mu nikdy nepodařilo udržet si pravidelnou práci. Během let 1872–1876 napsal 25 článků a Lyell a Darwin mu platili za pomoc s úpravami některých svých děl. V roce 1876 byl před vydáním své nové knihy The Geographical Distribution of Animals („Geografické rozšíření živočichů“) nucen přimět vydavatele, aby mu napřed zaplatil zálohu 500 liber, jinak by totiž musel prodat část svého majetku. Darwin, který si byl jeho finančních těžkostí vědom, dlouho apeloval na vládu, aby Wallaceovi přiznala penzi za jeho celoživotní příspěvky vědě. V roce 1881 začal dostával roční penzi ve výši 200 liber.

### Společenský aktivismus
V „Malajském souostroví“ měl Wallace několik poznámek kritizujících anglickou společnost. Do roku 1879, kdy mu bylo 56 let, napsal jen několik článků o politických a společenských tématech, ale poté se začal aktivně účastnit debat o obchodní politice a pozemkové reformě. Věřil, že zemědělská půda by měla být ve vlastnictví státu, který by ji dále pronajímal. To by dle něho bylo pro společnost mnohem prospěšnější než vlastnictví půdy bohatými vlastníky, kteří často svou moc zneužívají. V roce 1881 se stal prvním prezidentem Land Nationalisation Society („Společnost pro znárodnění půdy“) a téhož roku vydal knihu Land Nationalisation; Its Necessity and Its Aims („Znárodnění půdy; jeho potřeba a cíle“). Kritizoval britskou politiku volného obchodu kvůli jejímu negativnímu dopadu na dělnickou třídu. V roce 1889 si přečetl knihu Looking Backward („Pohled zpět“) od Edwarda Bellamyho a prohlásil se za socialistu. Odmítal sociální darwinismus a eugeniku, které v 19. století zastávalo mnoho evolučních myslitelů, protože tvrdil, že společnost jeho doby je příliš zkažená a nespravedlivá na to, aby mohla rozumně určit, kteří lidé jsou schopnější než jiní. V roce 1898 napsal článek podporující papírový peněžní systém, který není krytý stříbrem ani zlatem, který natolik zaujal ekonoma Irvinga Fishera, že Wallaceovi věnoval svou knihu z roku 1920 Stabilizing the Dollar („Stabilizace dolaru“). Wallace psal i o jiných společenských tématech, např. podporoval volební právo žen a odsuzoval militarismus. Společenskému aktivismu se věnoval po zbytek svého života, krátce před svou smrtí napsal knihu The Revolt of Democracy („Vzpoura demokracie“).

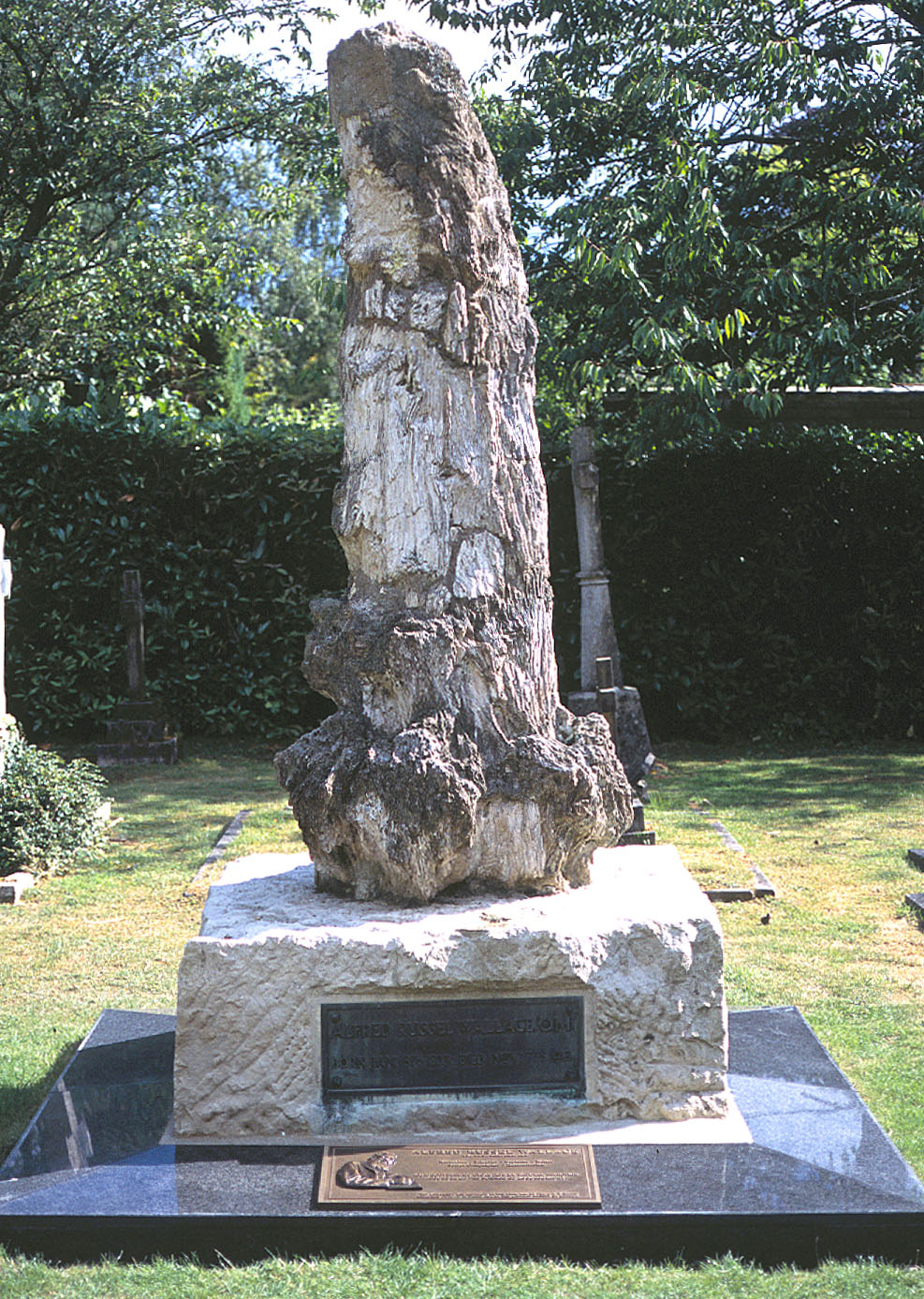
Wallaceův hrob na hřbitově v Broadstoneu v Dorsetu, obnovený v roce 2000. Součástí náhrobku je 2,1 m vysoká fosílie kmene stromu, která stojí na vápencovém kvádru.

Ve vědecké práci pokračoval i poté, co se začal věnovat společenským otázkám. V roce 1880 vydal jako pokračování „Geografického rozšíření živočichů“ knihu Island Life („Život na ostrovech“). V lednu 1886 se vydal na desetiměsíční cestu do Spojených států, kde měl přednášky hlavně o darwinismu (evoluci a přírodním výběru), ale i biogeografii, spiritualismu a společensko-ekonomické reformě. Měsíc také strávil v Coloradu, kde ho americká botanička Alice Eastwoodová doprovázela při průzkumu flóry ve Skalnatých horách. Tam nasbíral doklady pro teorii, jak by období zvýšeného zalednění mohlo vysvětlovat některé podobnosti mezi horskou flórou v Evropě, Asii a Severní Americe. Teorii publikoval v roce 1891 v článku English and American Flowers („Anglické a americké rostliny“). Potkal mnoho dalších významných amerických přírodovědců a prohlédl si jejich sbírky. V knize „Darwinismus“ využil informací, které při cestách po Americe nasbíral, stejně jako těch, které měl k dispozici již předtím.

### Smrt
7. listopadu 1913 zemřel ve věku 90 let ve svém domě v Broadstoneu v Dorsetu, který postavil o deset let dříve. Někteří jeho přátelé navrhli, aby byl pohřben ve Westminsterském opatství, ale jeho žena uposlechla jeho přání a nechala ho pohřbít na malém hřbitově v městečku, kde zemřel.

## Evoluční teorie

### Rané názory na evoluci
Na rozdíl od Darwina už na počátku své přírodovědecké dráhy věřil v transmutaci druhů. Tuto představu prosazovali mimo jiné Jean Baptiste Lamarck, Étienne Geoffroy Saint-Hilaire, Erasmus Darwin a Robert Edmond Grant. Ve vědeckých kruzích se o ní hodně diskutovalo, ale mezi předními přírodovědci nebyla všeobecně přijata. Napadali ji přední anatomové a geologové jako Georges Cuvier, Richard Owen, Adam Sedgwick a Charles Lyell. Je možné, že Wallace myšlenku přijal zčásti kvůli své náchylnosti k radikálním myšlenkám v politice, náboženství a vědě a také protože byl neobvykle otevřený k okrajovým vědeckým názorům.
Byl také silně ovlivněn knihou Vestiges of the Natural History of Creation („Stopy přírodních dějin stvoření“) Roberta Chamberse. Tato populárně-vědecká kniha vydaná anonymně v roce 1844 vyvolala velkou kontroverzi a prosazovala myšlenku evolučního původu sluneční soustavy, Země a živých bytostí. Wallace v roce 1845 napsal Hanrymu Batesovi, že závěry podané v knize dle něho podporuje několik faktů, ale k jejich potvrzení bude potřeba dalších důkazů. Dále se zmínil, že přírodovědci by měli Chabersovu hypotézu neustále testovat a že tak může sloužit jako opěrný bod jejich výzkumu.
Wallace záměrně naplánoval část svého výzkumu v terénu tak, aby mohl vyzkoušet hypotézu, že blízce příbuzné druhy živočichů a rostlin obývají sousedící území. Během průzkumu Amazonie si uvědomil, že geografické bariéry, jako jsou např. Amazonka a její velké přítoky, od sebe často oddělily blízce příbuzné druhy, a tyto poznatky uvedl ve svém článku z roku 1853 „O opicích v Amazonii“. Ke konci článku položil otázku: „Jsou od sebe blízce příbuzné druhy někdy odděleny rozlehlým územím?“
V únoru 1855 při práci v Sarawaku na ostrově Borneo napsal článek On the Law Which has Regulated the Introduction of Species („O zákoně, který řídil zrod nového druhu“), který vyšel ve vědeckém časopise Annals and Magazine of Natural History v září téhož roku. V článku se zabýval geografickým a geologickým rozšířením druhů, čímž se dnes zabývá biogeografie. Došel k závěru, že „všechny nové druhy vznikly jak časově, tak prostorově současně s blízce příbuzným druhem.“ Článek sice nehovořil o možných mechanismech evoluce, ale předznamenal příchod mnohem závažnějšího článku, který Wallace publikoval o tři roky později.
Článek znejistil Charlese Lyella v názoru, že druhy jsou neměnné. I když mu v roce 1842 jeho přítel Charles Darwin poslal dopis, ve kterém podporoval transmutaci, Lyell se proti této myšlence stavěl. V roce 1856 Darwinovi o Wallaceově článku řekl, stejně jako významný zoolog Edward Blyth, ale Darwin mylně pokládal Wallaceův závěr za progresivní kreacionismus, který byl v té době již známý, a napsal o článku, že v něm není nic moc nového. Lyella zaujal mnohem více a začal přemýšlet nad důsledky jeho teorie, a to hlavně pro původ člověka. Darwin již předtím představil svou teorii společnému příteli Josephu Hookerovi a nyní poprvé popsal přírodní výběr i Lyellovi. Lyell s ním sice nesouhlasil, ale nabádal ho, aby svou teorii vydal. Do toho se Darwinovi zprvu nechtělo, ale v květnu 1856 začal náčrt své teorie psát.

### Přírodní výběr a Darwin
V únoru 1858 byl už Wallace na základě svého biogeografického výzkumu pevně přesvědčen o existenci evoluce. Jak později napsal ve své autobiografii, musel se zabývat nejen otázkou, proč a jak se druhy vůbec vyvíjejí, ale i proč a jak se vyvíjejí v nové a lehce rozlišitelné druhy a jak se přesně adaptují na různé způsoby života.
Podle své autobiografie na myšlenku přírodního výběru přišel, když ležel v posteli s horečkou a přemýšlel nad Malthusovou myšlenkou pozitivního řešení přemnožení lidstva. V autobiografii také píše, že v té době byl na ostrově Ternate, ale je možné, že ve skutečnosti byl na ostrově Halmahera. V letech 1858–1861 si totiž pronajímal dům na Ternatu, odkud se vydával na expedice na jiné ostrovy, mezi nimiž byl i Halmahera.
Wallace svůj objev popisuje následovně:
Tehdy mi došlo, že tyto nebo jim podobné příčiny neustále fungují i u živočichů; a protože živočichové se většinou rozmnožují mnohem rychleji než lidé, míra úmrtnosti z těchto příčin musí být obrovská, aby dokázala udržet populaci každého druhu na stabilní úrovni. Jejich počty se očividně pravidelně nezvyšují, jinak by svět byl už dávno přeplněn těmi druhy, které se množí nejrychleji. Když jsem takto přemýšlel o tak vysoké a pravidelné úmrtnosti, napadlo mě zabývat se otázkou, proč někteří jedinci zemřou a jiní přežijí. A odpověď se sama nabízela, totiž že přežijí ti nejschopnější … a když jsem vzal v úvahu množství jednotlivých odchylek, které jsem za svůj život objevil, vyplývalo z toho, že ve výsledku v populaci dochází ke všem změnám, jimiž se živočich přizpůsobuje měnícím se podmínkám … Tímto způsobem by se podle potřeby vyvinuly všechny části uspořádání živočicha a během tohoto procesu by vymřeli jedinci, kteří se nepřizpůsobili. Tím by se vysvětlovala izolovanost a přesná definovatelnost druhů.

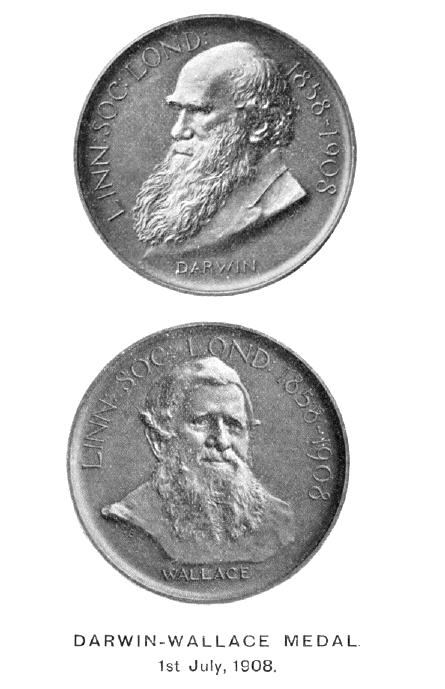
Při 50. výročí předčítání Darwinova a Wallaceova článku o přírodním výběru začala Linného společnost udělovat Darwinovu–Wallaceovu medaili

Jednou se krátce setkal s Darwinem a postřehy z jeho dopisů Darwin využíval na podporu svých teorií. Jeho první dopisy Darwinovi se ztratily, ale Wallace si obdržené dopisy pečlivě schoval. V prvním dopise z 1. května 1857 Darwin napsal, že Wallaceův dopis z 10. října a jeho článek „O zákoně, který řídí zrod nového druhu“ z roku 1855 ukazují, že smýšlejí obdobně a docházejí do jisté míry k podobným závěrům. Dále mu sdělil, že se do dvou let chystá publikovat své teorie. V druhém dopise z 22. prosince 1857 napsal, že je rád, že Wallace vytváří vlastní teorie o rozšíření živočichů, a dodal k tomu: „Myslím, že zacházím hlouběji do detailů než Vy.“ Wallace Darwinovi poslal svou esej z února 1858 s názvem On the Tendency of Varieties to Depart Indefinitely From the Original Type („O tendenci odrůd neustále se oddalovat od původního druhu“) s prosbou, aby ji zkontroloval, a pokud ji uzná za přínosnou, aby ji poslal Charlesu Lyellovi. Darwin esej obdržel 18. června 1858. I když v ní Wallace nepoužíval Darwinův termín „přírodní výběr“, zmiňoval evoluční mechanismus speciace v reakci na změnu prostředí. V tomto smyslu byla jeho teorie podobná té, na které Darwin pracoval přes dvacet let, ale zatím ji nevydal. Darwin esej poslal Lyellovi s dopisem, ve kterém stálo: „Nemohl napsat lepší resumé! … Nezmiňuje se, že by chtěl práci vydat, ale já ji samozřejmě okamžitě nabídnu jakémukoli časopisu.“ Lyell a Joseph Hooker se rozhodli, že esej vydají spolu s nepublikovanými Darwinovými spisy. Wallace o vydání své eseje nežádal, ale publikace obsahu dopisů vzdálených přírodovědců byla v té době běžnou praxí. Esej byla spolu s úryvky z Darwinovy eseje, kterou v roce 1847 ukázal Hookerovi, a s úryvky z dopisu, který Darwin poslal Asu Grayovi v roce 1857, přednesena 1. července 1858 před Linného společností v Londýně.
Komunikace s Wallacem, který v té době pobýval ve vzdálené Malajsii, se neobešla bez několikaměsíčních prodlev, takže se neúčastnil rychlé publikace teorií. Stačilo mu ale, že byl vůbec součástí celého procesu, a nikdy si na veřejnosti nestěžoval na to, že by byl zanedbán. Darwin měl mnohem vyšší společenské i vědecké postavení než on a bez něho by vědecká komunita Wallaceovy názory na evoluci pravděpodobně nebrala vážně. Darwin, Hooker a Lyell alespoň Wallaceovi přisoudili roli spoluobjevitele, a ten se tak dostal do vyšších vědeckých kruhů. Předčítání esejí nevzbudilo téměř řádný ohlas. Prezident Linného společnosti v květnu 1859 poznamenal, že ten rok nebyly učiněny žádné zásadní objevy. Teprve když později toho roku Darwin publikoval knihu O původu druhů, se význam teorie projevil. Když se Wallace vrátil do Spojeného království, setkal se s Darwinem a až do konce Darwinova života zůstali přáteli. V průběhu let ale několik lidí výše zmíněný sled událostí zpochybnilo. Na počátku 80. let 20. století byly vydány dvě knihy, jedna od Arnolda Brackmana a druhá od Johna Longdona Brookse. Jejich autoři tvrdí, že Wallace byl nejen obětí spiknutí, které ho mělo připravit o zaslouženou slávu, ale že Darwin hlavní myšlenku své teorie dokonce Wallaceovi ukradl. Tato tvrzení následně přezkoumávalo několik učenců, kteří je neshledali věrohodnými.
Po vydání Darwinovy knihy O původu druhů se Wallace stal jedním z jejích nejpevnějších obhájců. V roce 1863 např. publikoval článek s názvem Remarks on the Rev. S. Haughton's Paper on the Bee's Cell, And on the Origin of Species („Poznámky k článku reverenda S. Haughtona o včelích buňkách a o původu druhů“), jímž chtěl vyvrátit článek profesora geologie na Dublinské univerzitě, který kritizoval Darwinovy poznámky o tom, jak se šestiúhelníkové buňky (tvořící plásty) včel mohly vyvinout přírodním výběrem. Po setkání Britského vědeckého sdružení si v dopise stěžoval Darwinovi, že „nezbyli žádní odpůrci s alespoň základní znalostí přírodopisu, takže už nemohu vést tak dobré debaty, jaké jsme mívali dříve.“

#### Rozdíly mezi Darwinovými a Wallaceovými názory na přírodní výběr
Historikové vědy poukázali na fakt, že ačkoliv Darwin považoval Wallaceovy názory v článku, který od něj dostal, za prakticky stejné jako ty jeho, ve skutečnosti mezi nimi byly rozdíly. Darwin zdůrazňoval soupeření jednotlivců téhož druhu o přežití a reprodukci, kdežto Wallace kladl důraz na tlaky prostředí, které druhy nutí přizpůsobit se okolním podmínkám.
Jiní si povšimli dalšího rozdílu, totiž že Wallace si nejspíše přírodní výběr představoval jako druh stabilizačního mechanismu, který pomáhá druhům zůstat přizpůsobené svému prostředí. Poukazují na často přehlíženou pasáž Wallaceova článku z roku 1858, ve které činnost tohoto principu přirovnal k činnosti odstředivého regulátoru v parním stroji, který kontroluje a opravuje všechny nepravidelnosti téměř ještě dřív, než se začnou projevovat.
Kybernetik a antropolog Gregory Bateson v 70. letech 20. století konstatoval, že i když to uvedl pouze jako příklad, Wallace tím „pravděpodobně vyslovil nejsilnější myšlenku, jakou kdo v 19. století řekl.“ Bateson se tímto problémem zabýval ve své knize z roku 1979 s názvem Mind and Nature: A Necessary Unity („Mysl a příroda: nezbytná jednota“) a další učenci pokračovali ve zkoumání spojitostí mezi přírodním výběrem a teorií systémů.

#### Výstražné zbarvení a pohlavní výběr
V roce 1867 napsal Darwin Wallaceovi, že mu dělá potíže pochopit, proč se u některých housenek vyvinulo nápadné zbarvení. Mnoho nápadných zbarvení u různých živočichů si vysvětloval pohlavním výběrem, na který Wallace takový důraz nekladl, ale uvědomil si, že to v případě housenek příčinou být nemůže. Wallace mu odpověděl, že spolu s Henrym Batesem u mnoha výrazných motýlů zpozorovali zvláštní zápach a příchuť a že entomolog John Jenner Weir mu řekl, že ptáci neloví určité druhy bílých můr, protože je považují za nepoživatelné. „A protože bílé můry jsou za soumraku stejně nápadné jako housenky za denního světla,“ vyvodil z toho, že nápadné zbarvení by mohlo sloužit jako výstraha predátorům, a vyvinout se tak přírodním výběrem. Darwina tato myšlenka zaujala. Na následujícím setkání Entomologické společnosti se Wallace zeptal přítomných, jestli nemají pro jeho tvrzení nějaké důkazy. V roce 1869 Weir publikoval výsledky experimentů s výrazně zbarvenými housenkami, které toto vysvětlení podporovaly. Myšlenka varovného zbarvení byla jedním z několika Wallaceových příspěvků k problému evoluce zbarvení živočichů. Také se stala součástí dlouhodobých sporů mezi ním a Darwinem o významu pohlavního výběru. Ve své knize z roku 1878 s názvem Tropical Nature and Other Essays („Příroda v tropech a další eseje“) věnoval velký prostor zbarvení živočichů a rostlin a navrhl odlišná vysvětlení k mnoha případům, které Darwin vysvětloval pohlavním výběrem. Tématem se zabýval i v knize „Darwinismus“ z roku 1889.

#### Wallaceův efekt
V roce 1889 v knize „Darwinismus“ Wallace vysvětloval a obhajoval přírodní výběr. Navrhl zde myšlenku, že přírodní výběr možná prohlubuje reprodukční izolaci dvou odrůd tím, že podporuje tvorbu překážek proti hybridizaci, a podílí se tak na speciaci. Navrhl následující scénář. Když velikost odchylky dvou populací jednoho druhu přesáhne určitou hranici a každá z populací se přizpůsobí určitým podmínkám, hybridní potomek bude méně přizpůsobený prostředí než kterýkoli z jeho rodičů, a přírodní výběr tak tyto hybridy odstraní. Za těchto podmínek by přírodní výběr preferoval vytváření překážek proti hybridizaci, protože jedinci, kteří by se hybridnímu páření vyhýbali, by měli schopnější potomky. Tato teorie je známá jako Wallaceův efekt. Základní myšlenky teorie Wallace nastínil Darwinovi v dopisech již v roce 1868, ale tehdy ji ještě nepromyslel takto do detailů. Dodnes je předmětem výzkumu v evoluční biologii a počítačové simulace spolu s empirickými výsledky naznačují její pravdivost.

### Aplikace teorie na člověka a role teleologie v evoluci

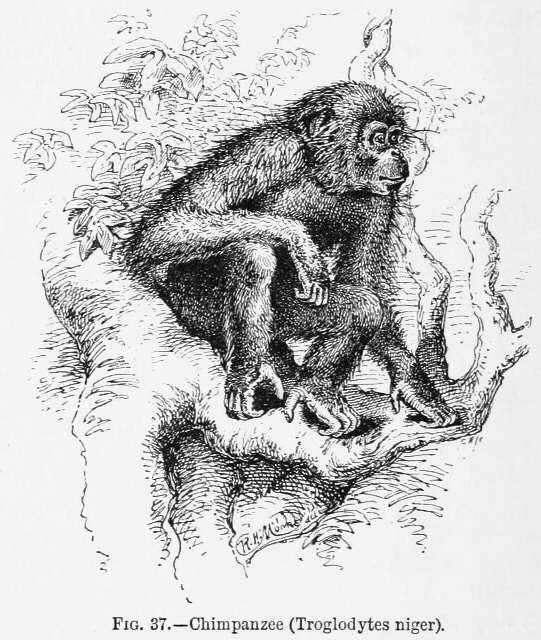
Ilustrace šimpanze z kapitoly o aplikaci přírodního výběru na člověka ve Wallaceově knize Darwinismus z roku 1889

V roce 1864 vydal článek The Origin of Human Races and the Antiquity of Man Deduced from the Theory of ‚Natural Selection‘ („Původ lidských ras a starobylost člověka tak, jak vyplývá z teorie ‚přírodního výběru‘“), kde aplikoval teorii na lidstvo. Darwin se v té době ještě tímto tématem veřejně nezabýval, na rozdíl od Thomase Huxleyho, který napsal knihu Man's Place in Nature („Místo člověka v přírodě“).
Krátce na to se Wallace stal spiritualistou: začal tvrdit, že přírodním výběrem nelze vysvětlit matematické, umělecké nebo hudební nadání a stejně tak ani metafyzické uvažování nebo vtipnost. Nakonec došel k závěru, že něco v „neviditelném světě Ducha“ minimálně třikrát zasáhlo do našeho světa. Poprvé to bylo stvoření života z neživé hmoty, podruhé přiřazení vědomí vyšším živočichům a potřetí vytvoření vyšších myšlenkových procesů u lidí. Také věřil, že raison d'être vesmíru bylo vytvoření lidského ducha. Tyto názory znepokojovaly Darwina, který tvrdil, že odvolávání na duchovní svět není potřeba, protože pohlavní výběr může lehce vysvětlit zdánlivě neadaptivní mentální funkce. Někteří historici jsou toho názoru, že Wallaceovy názory na vědomí a lidskou mysl byly způsobeny jeho přijetím spiritualismu, zatímco jiní tvrdí, že nikdy nevěřil, že přírodní výběr může tyto oblasti vysvětlit. Tehdejší přírodovědci zastávali k Wallaceovým názorům různé postoje a např. Charles Lyell jim dával přednost před Darwinovými. Wallaceův názor, že lidské vědomí nemůže být produktem čistě materiálních příčin, sdílelo mnoho významných intelektuálů konce 19. a začátku 20. století. Naopak jiní, mezi něž patřil např. Huxley, Hooker a Darwin, k němu byli kritičtí. Historik vědy Michael Shermer tvrdí, že Wallaceovy názory na tuto oblast odporovaly dvěma zásadám nově vzniklé darwinistické filosofie, totiž že evoluce není teleologická (řízená účelem) ani antropocentrická (soustředěná na člověka). V roce 1909 se Wallace k tomuto tématu vrátil v článku s názvem The World of Life („Svět života“), který později rozšířil na knihu stejného názvu. Podle Shermera se toto dílo stalo inspirací několika hnutí vzniklých ve 20. století, která prosazují myšlenku řízené evoluce a inteligentního plánu v přírodě.

### Vyhodnocení Wallaceovy role v dějinách evolučního myšlení
V mnoha popisech vývoje evoluční teorie je Wallace zmiňován pouze okrajově jako ten, kdo podnítil Darwina, aby svou teorii publikoval. Ve skutečnosti si vyvinul své vlastní názory, které se od Darwinových lišily, a mnoha lidmi (včetně Darwina) byl považován za předního evolučního myslitele své doby, jehož názory by neměly být ignorovány. Shermer poznamenal, že Darwin a Wallace si skrze dopisy a publikované práce dlouhodobě vyměňovali znalosti a rozvíjeli své teorie. Wallace je nejcitovanějším přírodovědcem v knize O původu člověka, kde s ním Darwin často vyjadřuje nesouhlas. Do konce svého života zůstal vášnivým zastáncem přírodního výběru. V 80. letech 19. století byla již evoluce ve vědecké komunitě z velké části přijímána, ale Wallace a August Weismann byli jedni z mála významným biologů, kteří za její hlavní motor považovali právě přírodní výběr. V roce 1889 vydal jako odpověď na vědeckou kritiku přírodního výběru knihu „Darwinismus“, která se v pozdějších vědeckých publikacích stala jeho nejcitovanější knihou.

## Biogeografie a ekologie

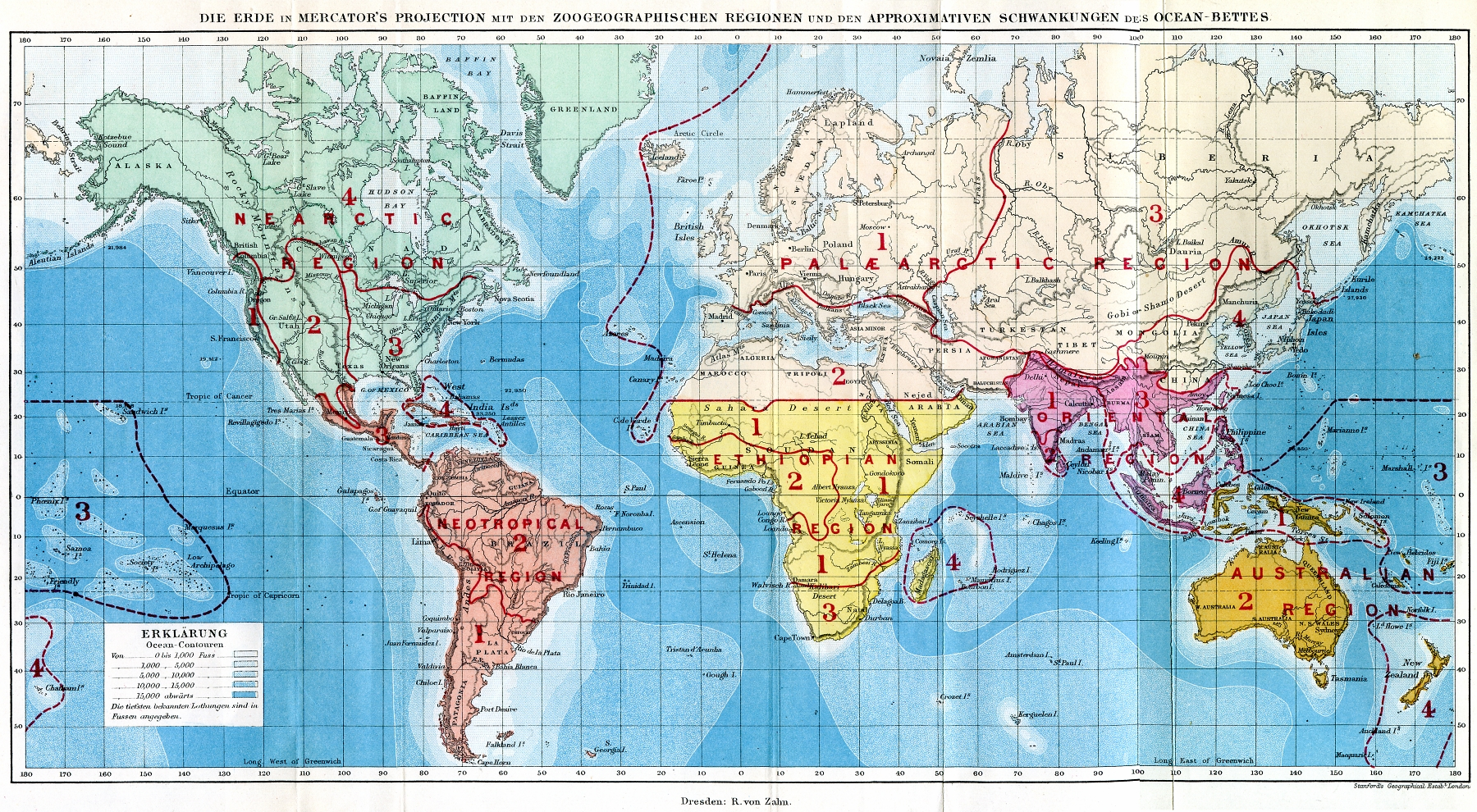
Mapa světa z „Geografického rozšíření živočichů“ ukazuje Wallaceových šest biogeografických regionů

V roce 1872 se na popud několika svých přátel, mezi kterými byli Darwin, Philip Sclater a Alfred Newton, začal zabývat obecným problémem geografického rozšíření živočichů. Zpočátku postupoval pomalu, zčásti proto, že klasifikační systémy několika skupin živočichů se v té době neustále měnily. K práci se pořádně navrátil v roce 1874, když už vyšlo několik nových děl o klasifikaci. Ornitolog Sclater již dříve rozdělil svět na šest geografických regionů podle rozšíření druhů ptáků. Tím, že Wallace tento systém rozšířil na savce, plazy a hmyz, vytvořil základy zoogeografických regionů, které se používají dodnes. Probral všechny faktory, o kterých se tehdy vědělo, že ovlivnily současné i historické geografické rozšíření živočichů. Mezi nimi byl např. vliv objevování a mizení pevninských mostů nebo vliv období zvýšeného zalednění. Vytvořil mapy s faktory ovlivňujícími rozšíření živočichů, např. s výškou hor, hloubkou oceánů a charakterem místní vegetace. Také shrnul všechny známé čeledi a rody vyšších živočichů, včetně jejich geografického rozšíření. Text uspořádal tak, aby pro cestovatele bylo jednoduché zjistit, kteří živočichové žijí v určité oblasti. Výsledná dvoudílná práce „Geografické rozšíření živočichů“ byla vydána v roce 1876 a dalších 80 let sloužila jako ústřední dílo zoogeografie.
V roce 1880 vydal jako pokračování „Geografického rozšíření živočichů“ knihu „Život na ostrovech“, kde se zabýval rozšířením jak zvířat, tak rostlin na ostrovech. Ty rozdělil do tří skupin:
- Oceánské, kam patří např. Galapágy a Havajské ostrovy, vznikly uprostřed oceánu a nikdy nebyly součástí velkého kontinentu. Nežijí na nich žádní pozemští savci ani obojživelníci a všichni jejich obyvatelé (s výjimkou migrujících ptáků a druhů dovezených člověkem) jsou výsledkem náhodného osídlení a následné evoluce.
- Pevninské ostrovy rozdělil na dvě skupiny podle toho, zda byly součástí kontinentu ještě nedávno (jako Británie) nebo již před delší dobou (jako Madagaskar), a zabýval se vlivem tohoto rozdílu na jejich faunu a flóru. Probíral vliv geografické izolace na evoluci a zachování živočišných skupin, např. uvedl příklad s lemury z Madagaskaru, kteří jsou pozůstatkem kdysi rozšířené kontinentální fauny. Podrobně se zabýval také vlivem klimatu na rozšíření flóry a fauny na některých ostrovech. Velký prostor věnoval obdobím zvýšeného zalednění a navrhl možné příčiny velkých dob ledových.[102]

### Životní prostředí
Díky důkladnému výzkumu na poli biogeografie si uvědomil vliv lidské aktivity na přírodu. V knize „Příroda v tropech a další eseje“ (1878) varoval před hrozbami odlesňování a eroze půdy, zvláště pak v tropických oblastech náchylných k velkým srážkám. Tvrdil, že rozsáhlé kácení deštných lesů na Cejlonu a v Indii kvůli pěstování kávy negativně ovlivní podnebí v těchto zemích, a nakonec povede k jejich ochuzení kvůli erozi půdy. V „Životě na ostrovech“ znovu mluvil o deforestaci a také o vlivu invazních druhů.

## Spiritualismus
V dopise svému nevlastnímu bratrovi v roce 1861 napsal, že nevěří většině náboženských dogmat, ale na náboženstvích toho dokáže hodně ocenit a jejich existenci považuje za nutnost. Také obhajoval své zkoumání přírody a hledání pravdy, které podle něho nemohlo být v rozporu se záměry jakékoli božské bytosti, pokud nějaká existuje.
Byl vášnivým frenologem. Na počátku své kariéry experimentoval s mesmerismem, který kombinoval zásady frenologie s hypnózou. K výzkumu využíval některé své studenty z Leicesteru. Mesmerismus byl velmi kontroverzním tématem a experimentátoři v této oblasti byli lékařským a vědeckým establishmentem tvrdě kritizováni. Tehdy si Wallace usmyslel, že nebude přijímat jakkoli silnou kritiku významných vědců, pokud proti nim budou stát důkazy ve formě opakovaných pozorování nějakého jevu.
Spiritualismem se začal zabývat v létě 1865, možná na popud své starší sestry Fanny Simsové, která s ním už nějakou dobu měla co do činění. Když si o tématu přečetl několik knih a účastnil se několika seancí, uvěřil, že alespoň některé z jevů objevujících se při seancích jsou opravdové, a to i přes množství důkazů o podvodech, které nasbírali skeptici. Historikové a biografové se neshodují v tom, co ho přimělo ve spiritualismus uvěřit. Podle Rosse Slottena, autora knihy The Heretic in Darwin's Court: the life of Alfred Russel Wallace, k tomu přispěl emocionální šok, který prodělal o několik měsíců dříve, když se s ním rozešla jeho první snoubenka. Jiní učenci spíše upřednostňují jeho touhu vědecky vysvětlit všechny přírodní a společenské jevy, a to jak materiální, tak nemateriální.
Spiritualismus dělal dobrý dojem na mnoho viktoriánských vzdělanců, kterým již nevyhovovaly tradiční náboženské doktríny (např. anglikánské církve), ale nebyli spokojeni s čistě materialistickým a mechanickým pohledem na svět, který začala nabízet věda 19. století. Nicméně mnoho učenců, kteří do hloubky zkoumali Wallaceovy názory, poznamenalo, že pro něj byl spiritualismus spíše otázkou vědy a filosofie než náboženské víry. Mezi intelektuály 19. století, kteří vyznávali spiritualismus, byli např. společenský reformátor Robert Owen, který byl jedním z Wallaceových prvních idolů, fyzici William Crookes a Lord Rayleigh a matematik Augustus De Morgan.
Jeho neustálá obhajoba spiritualismu a tzv. médií na veřejnosti v 70. letech poškodila jeho vědeckou reputaci. Navíc zkomplikovala dříve dobré vztahy s Henrym Batesem, Thomasem Huxleym a dokonce s Darwinem, který Wallaceovi vyčítal přílišnou důvěřivost. Jiní vědci, jako např. fyziolog William Benjamin Carpenter a zoolog Ray Lankester, se k němu na veřejnosti začali chovat přímo nepřátelsky. Spolu s dalšími vědci obhajujícími spiritualismus se Wallace stal předmětem silné kritiky ze strany tisku. Obzvláště tvrdě k nim přistupoval The Lancet, přední anglický lékařský časopis té doby. Tato kontroverze ovlivňovala pohled veřejnosti na Wallaceovu práci až do konce jeho života. Když se v roce 1879 Darwin začal snažit o přidělení penze Wallaceovi a snažil se získat podporu ostatních přírodovědců, Joseph Hooker byl nejprve proti právě kvůli jeho veřejné obhajobě spiritualismu. Nakonec ale polevil a žádost podpořil.

## Další kontroverze

### Sázka týkající se ploché Země
V roce 1870 nabídl obhájce teorie ploché Země John Hampden částku £500 komukoli, kdo na řece, kanálu nebo jezeře předvede zakřivení Země. Wallace, kterého nabídka zaujala a který v té době trpěl nedostatkem peněz, umístil na hladinu kanálu do vzdálenosti deset kilometrů od sebe dva stejně vysoké předměty a poté na most postavil dalekohled do stejné výše. Při pohledu do dalekohledu se jeden objekt jevil vyšší než druhý. Porotce sázky, editor magazínu Field, prohlásil Wallace za vítěze, ale Hampden mu částku odmítl vyplatit. Namísto toho Wallace zažaloval a několik let psal různým magazínům a organizacím, jichž byl Wallace členem, a označoval ho za podvodníka a zloděje. Wallace ho několikrát obvinil a soudní pře také několikrát vyhrál, ale celkově ztratil více peněz než získal.

### Kampaň proti očkování
Na začátku 80. let 19. století se zapojil do debat o povinném očkování proti pravým neštovicím. Původně záležitost považoval za otázku osobní volby, ale po pročtení některých statistik poskytnutých antivakcinačními aktivisty začal účinnost očkování zpochybňovat. V té době nebyla mikrobiální teorie vzniku nemocí ještě všeobecně přijímána a navíc nikdo neměl dostatek informací o imunitním systému na to, aby pochopil, jak očkování funguje. Wallace odhalil několik případů, kdy obhájci očkování využívali pochybné statistiky. Došel k názoru, že snížení výskytu případů neštovic, které bylo připisováno očkování, bylo ve skutečnosti důsledkem lepší hygieny. Také podezříval lékaře, že mají na podpoře očkování osobní zájem. Navíc věřil, že kvůli působení přírodního výběru jsou organismy se svým okolím v rovnováze a že vše v přírodě, dokonce i organismy způsobující nemoci, pomáhají udržovat přirozený stav věcí. Bál se, že očkování by mohlo přirozenou rovnováhu narušit, což by mělo nepříznivé následky. Spolu s dalšími aktivisty bojujícími proti očkování poukázal na to, že očkování, které se v té době často provádělo v nehygienických podmínkách, může být nebezpečné. V roce 1890 poskytl Královské komisi materiály týkající se tohoto problému. Když je komise zkoumala, našla v nich několik chyb, mezi kterými byly pochybné statistiky. Lékařský magazín The Lancet prohlásil, že Wallace a další aktivisté si vybírají statistiky, které se jim hodí, a ignorují velké množství dat, které jejich závěrům odporují. Komise prohlásila, že očkování proti neštovicím je efektivní a mělo by zůstat povinné, nicméně kvůli zvýšení bezpečnosti doporučila několik změn v lékařské proceduře a navíc doporučila snížení postihů za odmítnutí očkování. O několik let později, v roce 1898, napsal Wallace pamflet odsuzující výsledky komise. Ten byl opět napaden magazínem The Lancet s tvrzením, že obsahuje mnoho stejných chyb jako materiály dříve předané komisi.

### Kanály na Marsu
V roce 1907 napsal krátkou knihu s názvem Is Mars Habitable? („Je Mars obyvatelný?“), ve které kritizoval tvrzení Percivala Lowella, že existují kanály na Marsu vybudované inteligentními bytostmi. Wallace několik měsíců prováděl výzkum, hovořil s různými odborníky a sám provedl analýzu marsovského podnebí a atmosférických podmínek. Mimo jiné poukázal na fakt, že spektroskopická analýza neobjevila žádné známky po vodní páře v atmosféře Marsu, že Lowellova analýza klimatu obsahuje mnoho chyb, jím odhadnutá povrchová teplota je silně přeceněná a že nízký atmosférický tlak znemožňuje existenci kapalné vody. Wallace původně případ zaujal kvůli tomu, že kvůli svému antropocentrickému pohledu na svět věřil, že lidé jsou ve vesmíru jedineční.

## Odkaz a historické vnímání

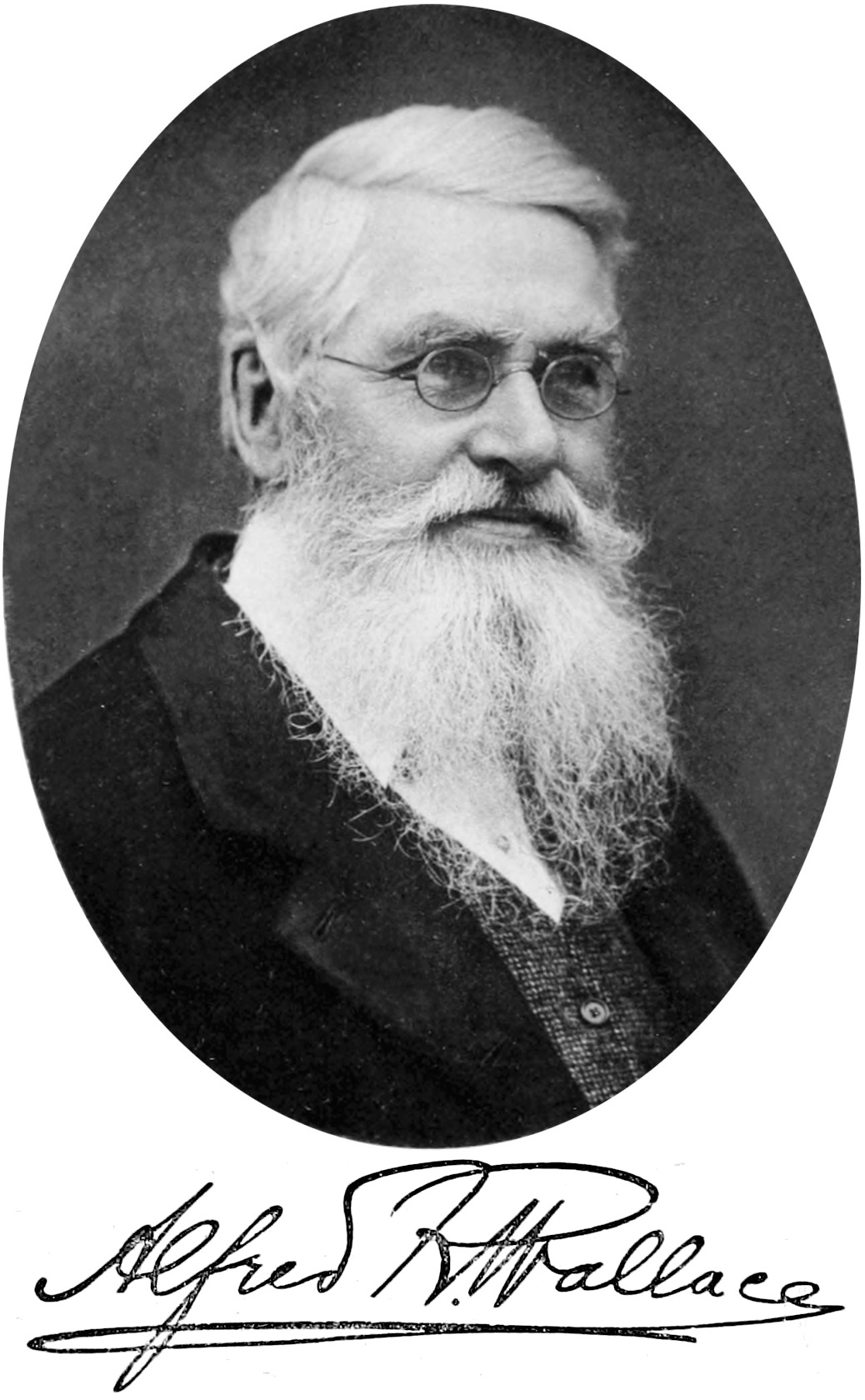
Portrét Wallace a jeho podpis na zadní straně knihy „Darwinismus“ (1889)

Díky svému úsilí byl v době své smrti již několik let známým vědcem a společenským aktivistou. Často byl vyhledáván novináři, kteří ho žádali o komentáře k různým tématům. Získal několik čestných doktorátů, byl zvolen do Královské společnosti a obdržel Královskou medaili (1868), Darwinovu medaili (1890), Zlatou medaili Linného společnosti (1892), Copleyho medaili (1908), Řád za zásluhy (1908) a Darwinovu–Wallaceovu medaili. Byl jedním z nejvýznamnějších přírodopisných badatelů 19. století a dobré jméno si zajistil svým podílem na objevení přírodního výběru a výzkumem na poli zoogeografie. Přesto jeho sláva po smrti rychle upadala. Po dlouhou dobu byl považován za pochybnou postavu v dějinách vědy. Tato ztráta pozornosti je vysvětlována několika důvody, např. jeho skromností, ochotou obhajovat některé myšlenky bez ohledu na svou reputaci a znepokojením velké části vědecké společnosti nad jeho neobvyklými názory. V nedávné době o něm bylo vydáno několik komplexních biografií spolu se soubory jeho děl. V roce 2007 literární kritik pro magazín The New Yorker poznamenal, že pět z těchto biografií bylo vydáno po roce 2000. Byla také vytvořena internetová stránka věnovaná Wallaceovu dílu.

## Dílo
Wallace byl plodný autor. V roce 2002 vyšla kvantitativní analýza Wallaceových publikací, z níž vyplývá, že vydal 22 knih a 747 kratších děl, z nichž 508 bylo vědeckých článků (191 z nich bylo publikováno v Nature). 29 % ze 747 kratších děl bylo o biogeografii a přírodopise, 27 % o evoluční teorii, 25 % byly společenské komentáře, 12 % bylo o antropologii a 7 % o spiritualismu a frenologii. Online bibliografie jeho děl obsahuje více než 750 záznamů.

### Vybrané knihy
- WALLACE, Alfred Russel. Palm trees of the Amazon and their uses.. Londýn: [s.n.], 1853. Dostupné online. (anglicky)
- WALLACE, Alfred Russel. The Malay Archipelago. [s.l.]: Harper, 1869. Dostupné online. (anglicky) Díl první a díl druhý online
- WALLACE, Alfred Russel. Contributions to the Theory of Natural Selection. [s.l.]: Macmillan and Company, 1870. (2). Dostupné online. (anglicky) Text online
- WALLACE, Alfred Russel. The Geographical Distribution of Animals. [s.l.]: Harper and brothers, 1876. Dostupné online. (anglicky)
- WALLACE, Alfred Russel. Tropical Nature, and Other Essays. [s.l.]: Macmillan, 1878. Dostupné online. (anglicky)
- WALLACE, Alfred Russel. Island Life. [s.l.]: Harper and brothers, 1881. Dostupné online. (anglicky) Text online
- WALLACE, Alfred Russel. Darwinism: An Exposition of the Theory of Natural Selection, with Some of Its Applications. [s.l.]: Macmillan, 1889. Dostupné online. (anglicky) Text online
- WALLACE, Alfred Russel. Travels on the Amazon and Rio Negro. [s.l.]: Ward, Lock, 1889. Dostupné online. (anglicky) Text online
- WALLACE, Alfred Russel. My Life. [s.l.]: Chapman & Hall, 1905. Dostupné online. (anglicky) Díl první a díl druhý online

### Vybrané články
- 1853: On the Monkeys of the Amazon Archivováno 15. 10. 2009 na Wayback Machine.
- 1855: On the Law Which Has Regulated the Introduction of New Species Archivováno 28. 4. 2007 na Wayback Machine.
- 1857: On the Natural History of the Aru Islands
- 1858: On the Tendency of Varieties to Depart Indefinitely From the Original Type Archivováno 29. 4. 2007 na Wayback Machine.
- 1859: On the Zoological Geography of the Malay Archipelago Archivováno 14. 10. 2009 na Wayback Machine.
- 1863: Remarks on the Rev. S. Haughton's Paper on the Bee's Cell, And on the Origin of Species Archivováno 30. 6. 2009 na Wayback Machine.
- 1863: On the Physical Geography of the Malay Archipelago
- 1864: On the phenomena of variation and geographical distribution as illustrated by the Papilionidae of the Malayan region
- 1891: English and American Flowers Archivováno 11. 12. 2008 na Wayback Machine.

Seznam Wallaceových publikací, které jsou dostupné online. Archivováno 5. 9. 2008 na Wayback Machine.